# Tortum Çayı
Der Tortum Çayı ist ein linker Nebenfluss des Oltu Çayı im Osten der Türkei.
Der Tortum Çayı entspringt im Gebirge südöstlich der Stadt Tortum. Der Fluss fließt in überwiegend nördlicher Richtung. Er passiert die Stadt Tortum sowie das 30 km weiter nördlich gelegene Uzundere. Die Überlandstraße D950 folgt dem Flusslauf. Nach weiteren 10 Kilometern mündet der Tortum Çayı in das südliche Ende des Tortum Gölü (Tortum-See), eines ursprünglich natürlichen Sees, dessen Wasserspiegel durch einen Staudamm am nördlichen Seeende um 1,5 m erhöht wurde. Das Wasser wird über Kanäle einem Wasserkraftwerk zugeführt. In den niederschlagsreichsten Monaten fließt ein Teil des Wassers im alten Flussbett und stürzt den 48 m hohen Tortum-Wasserfall hinab. Im Unterlauf durchfließt der Tortum Çayı eine tiefe Schlucht und erreicht nach etwa 15 km den nach Westen strömenden Oltu Çayı.
Der Tortum Çayı hat eine Länge von 112 km. Er entwässert ein Areal von 2100 km².